# Елизабета Сицилийска
Елизабета Сицилианска (на немски: Elisabeth von Sizilien, на италиански: Isabella d'Aragona o di Sicilia; 1309 – 1349) е херцогиня на Бавария от 1328 до 1349 г. Тя е известна и като Изабела Арагонска. Произлиза от Барселонската династията, която от 1162 г. става известна и като Дом Арагона.

## Биография
Елизабета е дъщеря на Федериго II (крал на Сицилия) и на Елеонора Анжуйска, дъщеря на неаполитанския крал Карл II Анжуйски и на унгарската принцеса Мария Арпад. Нейните братя са, Петер II (крал на Сицилия), Манфред (херцог на Атина и Неопатрия) и Вилхелм (Гилелмо) (херцог на Атина и Неопатрия).
Тя се омъжва на 27 юни 1328 г. в Мюнхен за Стефан II († 1397) – херцог на Бавария от династията на Вителсбахите, син на император Лудвиг IV Баварски († 1347) и първата му съпруга Беатрикс от Силезия-Глогау. Двамата имат тримма сина и една дъщеря:
- Стефан III (* 1337; † 25 септември 1413), херцог на Бавария-Инголщат
- Агнес (* 1338) ∞ 1356, която се омъжва за Якоб I (1334 – 1398), крал на Кипър, Йерусалим и Армения (1382 – 1398)
- Фридрих (* 1339; † 4 декември 1393), херцог на Бавария-Ландсхут
- Йохан II (* 1341; † между 14 юни и 17 юли 1397), херцог на Бавария-Мюнхен

Нейната внучка Изабела Баварска е кралица на Франция чрез женитба с Шарл VI и майка на Изабел (кралица на Англия), Катерина (кралица на Англия), Шарл VII (Франция) (крал на Франция).
Елизабета умира през 1349 г. Нейният съпруг се жени на 14 февруари 1359 г. в Ландсхут за бургграфиня Маргарете фон Нюрнберг (1333 – 1377), дъщеря на Йохан II бургграф на Нюрнберг от Хоенцолерните и няма с нея деца.